# وحدة ياهالوم
ياهالوم (بالعبرية: יהל"ם، وتعني الماس؛ وهو أيضاً معكوس تاجي لـ: יחידה הנדסית למשימות מיוחדות، الوحدة الهندسية للعمليات الخاصة) هي وحدة سايريت [الإنجليزية] (قوات عمليات خاصة) تتبع سلاح الهندسة القتالي الإسرائيلي لقوات الجيش الإسرائيلي.

## التنظيم والأنشطة

### الدور
تتخصص الوحدة في مهام هندسية خاصة تتضمن:
- التدمير الدقيق من خلال زرع المتفجرات في أماكن محددة.
- إدارة عواقب الأسلحة الكيميائية والبيولوجية والنووية والإشعاعية والنووية.
- البحث عن الأسلحة الكيميائية والبيولوجية والإشعاعية والنووية والمتفجرات واستخراجها وتدميرها.
- خدمات الطوارئ الطبية التكتيكية والإخلاء الطبي عند الإصابة بأسلحة كيميائية وبيولوجية وإشعاعية ونووية، وبعد الحوادث المرتبطة بتفكيك القنابل أو المتفجرات عالية الغلة والتخلص منها.
- عمليات الإغارة على غرار المغاوير.
- مكافحة التمرد ومكافحة الإرهاب.
- العمليات العسكرية الخاصة ضد حرب العصابات.
- تفكيك القنابل والألغام الأرضية والذخائر غير المنفجرة والتخلص منها.
- تطوير أساليب وأدوات متقدمة للهدم والتخلص من الذخائر المتفجرة.
- تعليم وتدريب جنود سلاح الهندسة والوحدات الخاصة الأخرى على الهدم والتخلص من الذخائر المتفجرة.
- التخريب البحري واختراق العوائق.
- استطلاع الطرق وتطهير الطرق من العبوات الناسفة.
- البحث عن أنفاق التهريب وتدميرها.

### الأنشطة العامة
تُصنف ياهالوم كوحدة سرية ولا يُكشف عن أي من أنشطتها الخاصة للعامة. وعادة ما تنسب الروايات العامة عن أنشطتها إلى «قوة هندسية قتالية»؛ وهو مصطلح يمكن أن يصف بنفس القدر خبراء الهندسة العاديين ومشغلي الجرافات دي 9 التابعين للجيش الإسرائيلي وسرايا مشاة سلاح الهندسة. وقد زعمت مجلة جينز ديفنس ويكلي أن ياهالوم تعمل بشكل وثيق مع سايريت ماتكال وشايطيت 13، من خلال تزويدهما بمهارات التدمير والمتفجرات والتخريب. ومعظم المعدات التي طورتها ياهالوم لمهامها تبقى سرية. تحافظ ياهالوم على السرية لجعل من الصعب على خصومها تطوير تدابير مضادة.

### الوحدات الفرعية
- وحدة ياعيل (סיירת יעל: وحدة الوعل) - وحدة مغاوير للهدم تنفذ مهام تخريب بعيدة المدى وهندسة قتالية ومكافحة الإرهاب وهندسة بحرية. يدمر فريق ياعيل البنية التحتية العسكرية والمدنية التي تُعرف على أنها مخابئ أسلحة وأنفاق تستخدم لتهريب الأسلحة ومواقع إطلاق النار.
- ساب (ס"פ: فصيلة تفكيك قنابل) - فصيلة تزيل الألغام الأرضية والرؤوس الحربية، وتتعامل مع التهديدات النووية والبيولوجية والكيميائية (أسلحة الدمار الشامل)، وتتخلص من القنابل، وترافق وحدات العمليات الخاصة في المهام حينما تكون معرضة لخطر مواجهة أفخاخ متفجرة. تشارك هذه الفصيلة باستمرار في تفكيك العبوات الناسفة الكبيرة التي زرعها حزب الله على طول الحدود الإسرائيلية اللبنانية والقنابل التي زرعها الفلسطينيون في الضفة الغربية وقطاع غزة. وغالباً ما تستخدم الجرافات المدرعة عند تنفيذ هذه المهام. تأخذ ساب حروفها الأولى بالعبرية من لفظ (التخلص من القنابل).
- سامور (סמור: ابن عرس) - فصيلة مغاوير متخصصة في العثور على أنفاق التهريب وتدميرها والقتال بها إذا لزم الأمر والعثور على مخابئ الأسلحة المخفية.[3] يعود تاريخ الفصيلة إلى 2004 عندما دمج الجيش الإسرائيلي فريق خبراء أنفاق التهريب التابع للقيادة الجنوبية لمحور صلاح الدين في ياهالوم لتشكيل فصيلة سامور. تأخذ سامور أيضاً حروفها الأولى من «سليكيم» (المخابئ) و«مينهاروت» (الكهوف أو الأنفاق)
- ميدرون موشلاغ (מדרון מושלג: المنحدر الثلجي) - فصيلة متخصصة في اختراق المباني عبر تقنيات الاختراق الساخنة باستخدام عبوات ناسفة، أو تقنيات الاختراق الباردة باستخدام موسعات هيدروليكية وقضبان حديدية وأدوات فتح الأقفال.
- هابيزك (الوميض) - فصيلة كانت تستخدم الروبوتات العسكرية - لم تعد موجودة.
- سابر (ס"פיר: الياقوت الأزرق) - فصيلة التخلص من الذخائر الجوية المتفجرة، وتتمركز في القواعد الجوية الإسرائيلية الرئيسية وهي مكلفة بإزالة الذخائر الجوية مثل القنابل والصواريخ والقذائف، وما إلى ذلك. ومكلفة أيضاً بإزالة الذخائر المعادية غير المنفجرة داخل محيط القاعدة بأمان. تأخذ سابر أيضاً حروفها الأولى بالعبرية من «ساب» (التخلص من القنابل) و«آفير» (الجوية).
- سايفان (סייפן: النكات) - فصيلة دفاع كيميائي وبيولوجي وإشعاعي ونووي [الإنجليزية]، مدربة على الاستجابة للتهديدات من أسلحة الدمار الشامل، وتركز في الغالب على الأسلحة الكيميائية.
- غيفعول (גבעול: ساق النبات) - فصيلة التخلص من المواد الكيميائية والبيولوجية والنووية والإشعاعية والنووية، تتألف من أفراد الخدمة الاحتياطية.

### الأسلحة والمعدات
- تشمل الأسلحة النارية بندقية إم-4 القصيرة، وآي دبليو آي تافور إكس-95، وآي دبليو آي نقب، ومسدس جلوك 19، وقناصة باريت إم82 وإم24، وبنادق شوزن.
- تشغل ياهالوم روبوتات يتحكم فيها عن بعد إدخالها في الأنفاق، مما يلغي الحاجة إلى المخاطرة بحياة المشغلين البشر. تعد روبوتات التخلص من الذخائر المتفجرة للتعامل مع العبوات الناسفة المرتجلة والقنابل والعبوات الناسفة، ومركبات التخلص من الذخائر المتفجرة المتقدمة معدات قياسية لجميع وحدات الهندسة التي تتعامل مع المتفجرات. يستخدم خبراء التخلص من القنابل في شرطة الحدود الإسرائيلية معدات مماثلة. تستخدم ياهالوم أيضاً جرافة كاتربيلر دي 9 المدرعة التابعة للجيش الإسرائيلي ونسخة رام هاشخار (الرعد الصباحي) المشتقة من دي 9 التي يتحكم فيها عن بعد (والتي وجدت مفيدة للغاية للعمليات الخاصة ومهام مكافحة الإرهاب)، وحفارة مدرعة مزودة بمثقاب، ومركبة الهندسة القتالية بوما التابعة للجيش الإسرائيلي، ونكبوما، وهي ناقلة جنود مدرعة مشتقة من نكبدون معدلة وفقاً لمتطلبات وحدة ياهالوم.

## التجنيد والتدريب
لقبول المجند في الوحدة، يتعين عليه الالتحاق بسلاح الهندسة الإسرائيلي والخضوع للتدريب الأساسي (تيرونوت) [الإنجليزية]، حيث يحدد القادة أفضل المتدربين ويختارونهم لـ«غيبوش» (اختبار شاق يستمر خمسة أيام لقياس الحالة البدنية والعقلية في تجارب ميدانية مكثفة). ويعرض على أفضل خريجي «غيبوش» الانضمام إلى الوحدة وتلقي التدريب المتقدم، والذي يستغرق عاماً آخر. ولأن التدريب يستغرق 1.4 عاماً في المجمل، يتعين على المتطوعين الموافقة على الخدمة لمدة عام إضافي (بالإضافة إلى الخدمة الإلزامية لمدة ثلاث سنوات في الجيش الإسرائيلي). ويشمل التدريب التدريب الهندسي، والتخلص من الذخائر المتفجرة، والقتال المتقدم، ومكافحة الإرهاب.

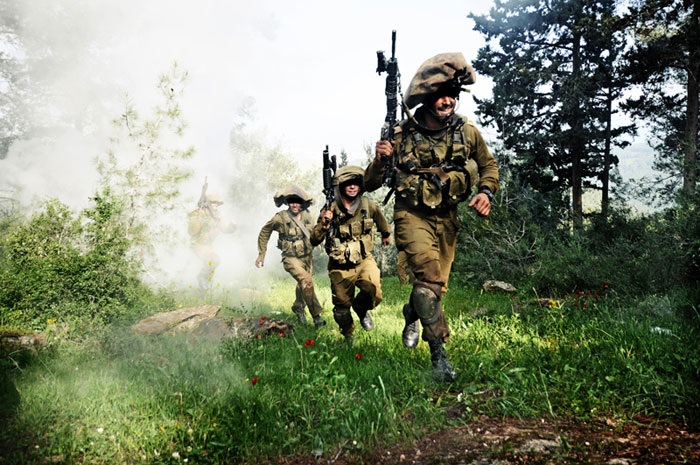
جنود ياهالوم في نهاية التدريب العسكري الختامي.
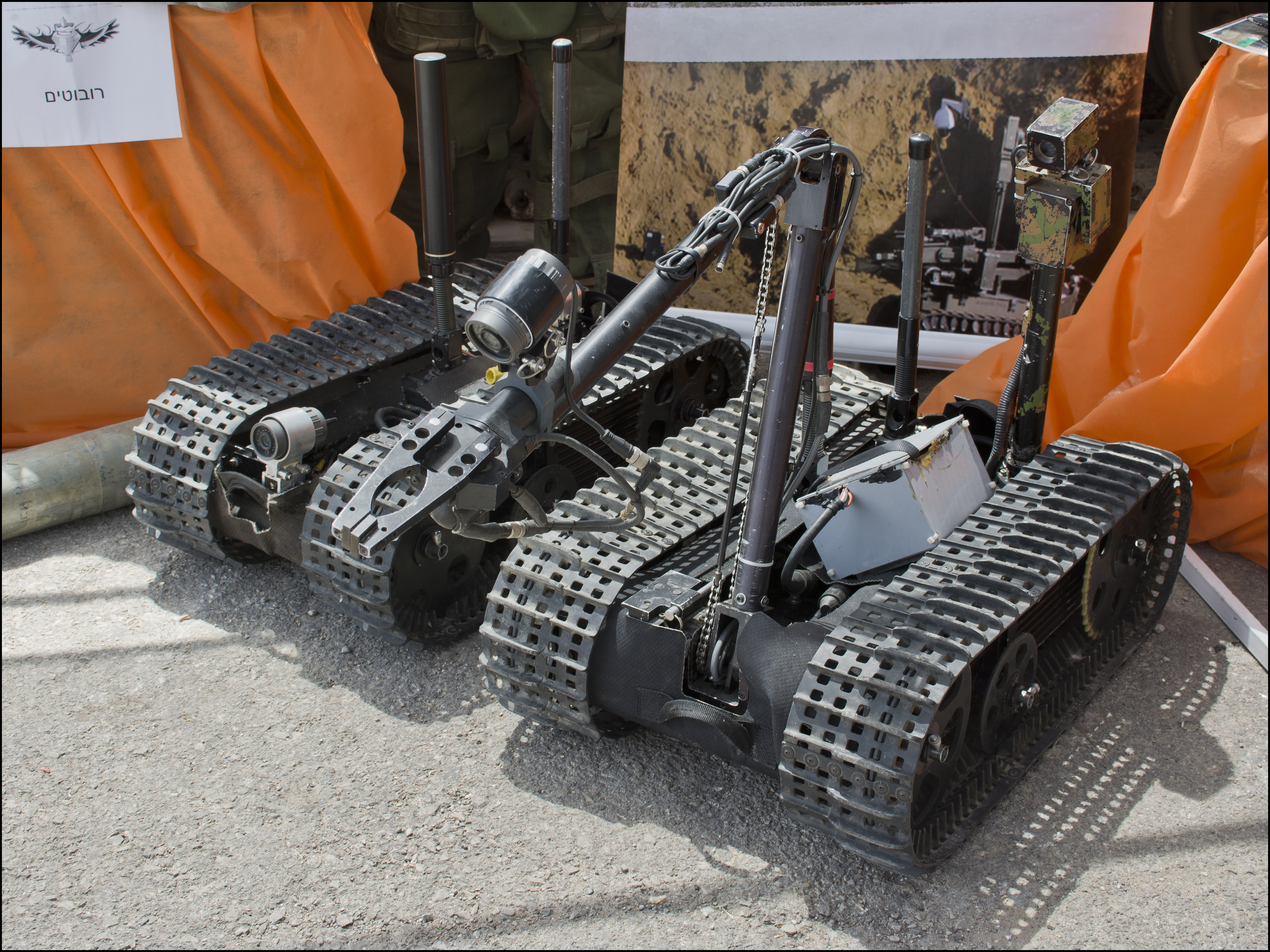
بعض الروبوتات العاملة في وحدة ياهالوم.
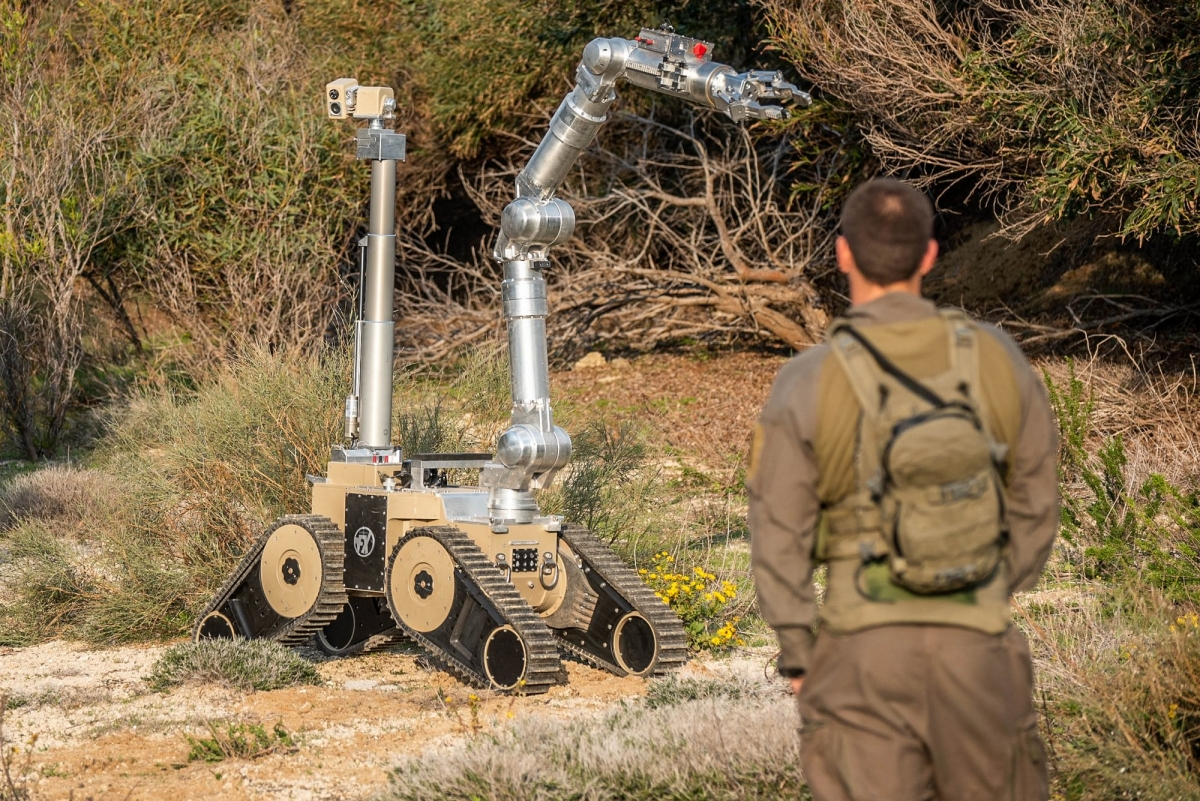
روبوت يتبع فصيلة سابر في 2022.

## وصلات خارجية
- وحدة ياهالوم - الموقع الرسمي
- Diamonds in the Rough: Finding Weapons Nobody Else Can 24 June 2014. Article, الجيش الإسرائيلي's site
- Diamonds in the Rough: Finding Weapons Nobody Else Can IDF يوتيوب video 24 Jun 2014